# Silber-Mauermiere
Die Silber-Mauermiere (Paronychia argentea) ist eine Pflanzenart aus der Gattung der Mauermieren (Paronychia) und gehört zur Familie der Nelkengewächse (Caryophyllaceae).

## Beschreibung

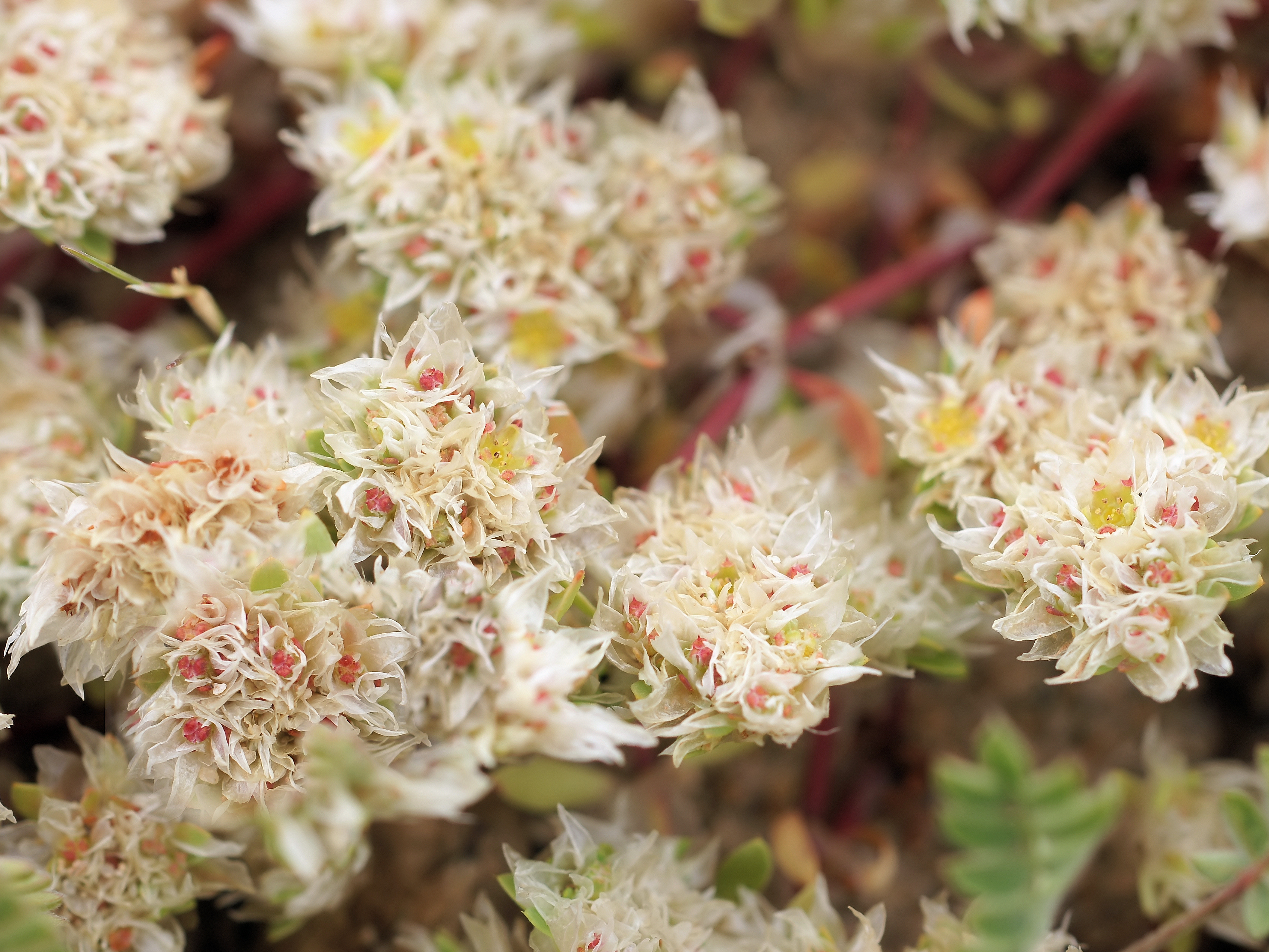
Blüte der Silber-Mauermiere

Die mehrjährige, verzweigte und krautige Pflanze erreicht Wuchshöhen von 5 bis 30 Zentimeter. Die Pflanze mit niederliegendem Wuchs ist samtig behaart bis kahl. Die kleinen, eiförmigen bis elliptischen, stachelspitzigen und ganzrandigen, einfachen, kahlen Laubblätter haben einen kurz bewimperten Rand. Es sind trockenhäutige, silbrig glänzende, große Nebenblätter vorhanden.
In den Blattachseln befinden sich meist über 8 Millimeter breite Blütenknäuel mit 4 bis 6 Millimeter langen, auffälligen, silberglänzenden Hochblättern. Diese verdecken meist die eigentliche, fünfzählige, sehr kleine Blüte mit (doppelter) Blütenhülle mit fünf kurz begrannten, etwa gleich langen, häutigen Kelchblättern. Es sind kurze Staubblätter und reduzierte Petalen (oder Staminodien) vorhanden. Der einkammerige Fruchtknoten mit zwei kurzen Griffelästen ist mittelständig. Es ist ein kleiner Diskus ausgebildet.
Die Blütezeit ist von Februar bis April. Es werden sehr kleine und einsamige Früchte (Achänen, Nüsschen, Utrikel) im beständigen, membranösen Kelch gebildet.

## Vorkommen
Die Silber-Mauermiere ist im gesamten Mittelmeerraum sowie auf den Kanarischen Inseln verbreitet.
Als Standort werden gefestigte Dünen und Grasfluren (meist auf Sandböden) bevorzugt.